# Иркутский академический драматический театр имени Н. П. Охлопкова
Ирку́тский академи́ческий драмати́ческий теа́тр имени Н. П. Охлопкова — театр драмы в городе Иркутске. Один из старейших драматических театров России, основан в 1850 году.

## История
|                             |
| Здание театра. 1910-е годы. |

Статус профессионального театр приобрёл в 1850 году, когда гастролирующая труппа актёров осталась в Иркутске для постоянной работы. Первые спектакли были поставлены в здании городского Благородного собрания.

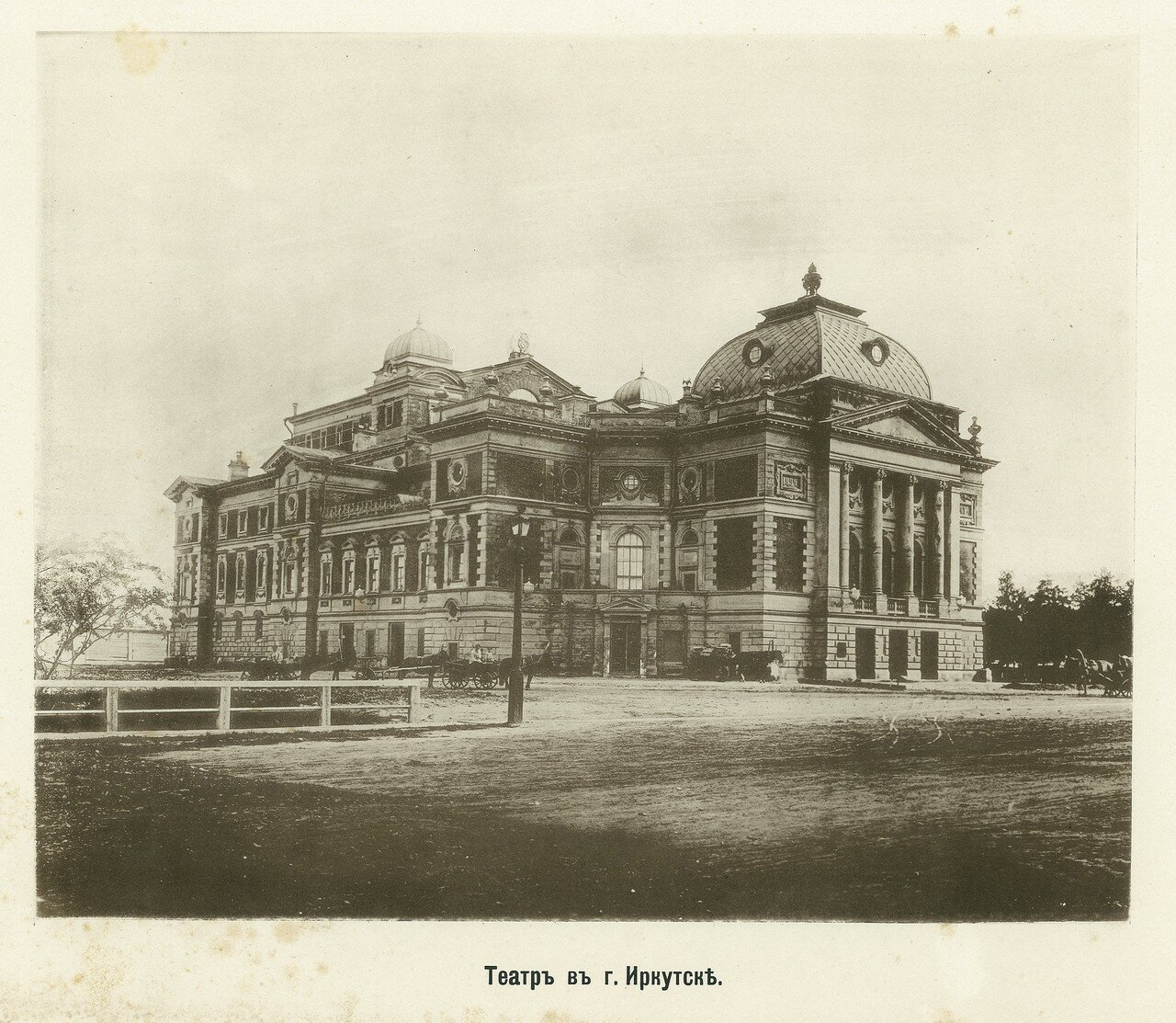
Драматический театр. Фото 1897~1900 гг.

В 1851 году при попечительстве генерал-губернатора Николая Муравьёва-Амурского завершилось строительство деревянного здания для театра, которое торжественно открылось 22 сентября постановкой пьесы в 1 действии Николая Полевого «Русский человек добро помнит».
Губернской администрацией была учреждена театральная дирекция во главе со старшим чиновником по особым поручениям А. Н. Похвисневым, гвардейским офицером и драматургом, пьесы которого шли на сценах Москвы и Петербурга. Антрепренёром первой актёрской труппы стал Иосиф Маркевич.
В Иркутск приезжали на гастроли известные мастера русской театральной сцены: Бравич, Долматов, Варламов.
Много раз гастролировал П. Н. Орленёв, не раз побывал в городе передвижной театр П. П. Гайдебурова.
В 1909 году играла труппа актёров Малого театра, в 1915 — группа актёров театра Корша.
Неоднократно гастролировали братья Адельгейм, М. Д. Дальский, М. И. Петипа. Иркутская сцена связана и с именами Карамазова, М. Г. Савиной, В. Ф. Комиссаржевской, Яблочкиной, А. И. Южина.
2 ноября 1967 года Постановлением Совета Министров РСФСР театру было присвоено имя советского режиссёра Н. П. Охлопкова, чья театральная деятельность началась на иркутской сцене.
31 августа 1999 года приказом Министра культуры Российской Федерации театру было присвоено почётное звание «Академический».
В историю театра творческий вклад внесли:
- народные артисты СССР

Леонид Броневой, Леонид Гайдай, Михаил Куликовский
- народные артисты РСФСР и России:

Виталий Венгер, Виктор Егунов, Николай Прозоров, Галина Крамова, Аркадий Тишин, Виктор Ростовцев, Юрий Цапник, Юрий Ицков, Алексей Исаченко, Михаил Светин, Валерий Алексеев, Б. А. Ситко; лауреат Сталинской премии третьей степени (1952) за спектакль «Канун грозы» П. Г. Маляревского В. В. Лещёв;
- заслуженные артисты РСФСР:

Р. И. Байкова, Е. Е. Баранова, Л. А. Добронравова, Г. А. Карпей, И. Н. Климов, Наталия Коляканова, В. А. Лобанов, В. Б. Мерецкий, В. А. Малинин; Нина Никифорова, А. А. Павлов, В. И. Попов, К. А. Прокофьев, А. К. Рыбакова, В. В. Серебряков, А. Н. Терентьев, Н. И. Харченко; Т. В. Хрулёва, С. С. Чичерин, А. А. Шаланов, Пётр Шелохонов, Р. Ф. Юренёва;
- заслуженный работник культуры РСФСР А. И. Руккер;
- артисты М. Ф. Матвеева, Ю. В. Уральская, Л. А. Темиряева, Л. И. Вронская, Н. Н. Бодров, А. М. Ланганс, К. Г. Юренёв, Н. А. Теньгаев.

В театре работали режиссёры: 
А. Шатрин, В. Головчинер, Г. Жезмер и М. Куликовский, Л. Н. Иванов, А. И. Дашкевич, М. Б. Шнейдерман, Борис Райкин.

## Здание театра
|                        |
| Здание театра. 2012 г. |

C момента своего основания в 1850 году, театр располагался в деревянных постройках, которые часто страдали от пожаров и естественного разрушения. И вот, в 1897 году труппа переезжает в каменное здание, возведённое по традиционной схеме «ярусного театра» по проекту главного архитектора дирекции Императорских театров В. А. Шрётера.
Финансирование работ и само строительство шло под неустанным контролем и патронажем губернатора Александра Горемыкина. Новый театр поражал не только богатой отделкой но и отличной акустикой зрительного зала. Построили его за три года, и простоял театр до наших дней, по праву считаясь шедевром русского зодчества XIX века, «…подобного которому не встретишь от Урала до Дальнего Востока».
Время от времени здание подновляли, переоборудовали, меняли устаревшие системы новыми: керосиновое освещение уступило место электрическому, несколько раз перекрывали кровлю, заменяли трубы и канализацию.
В начале XX века над боковыми помещениями вокруг зрительного зала надстроили третий этаж, провели отделочные и реставрационные работы в зрительном зале, был электрифицирован поворотный круг сцены.
Но здание год от года все больше ветшало, появились просадки фундамента, деформировались деревянные перекрытия, безнадёжно устарели системы и коммуникации, остро ощущалась нехватка служебных помещений.
К середине 1980-х годов все несущие конструкции практически выработали свой ресурс. Остро встал вопрос о полной реконструкции, проектом которой занимался филиал НИИ «Гипротеатр» в городе Баку. Однако, в связи с распадом СССР, осуществить проект не представлялось возможным.
В 1990-е годы для создания нового проекта реставрации привлекались сотрудники НИИ «Спецпроектреставрация» из Москвы. Были выполнены инженерные обследования, обмерочные работы и технологические анализы материалов.
В 1997 году, выиграв международный тендер, к производству работ по реставрации и расширению театра приступает ЗАО «Иркутскпромстрой». Разработка проекта реконструкции и реставрации здания театра была поручена временному творческому коллективу, в который входили: архитекторы, градостроители, искусствоведы,
инженеры-экономисты из городской и областной администрации, Центра по сохранению историко-культурного наследия, из Иркутского государственного технического университета и других институтов. Генеральным проектировщиком выступило АО "Институт «Иркутскгражданпроект» (руководитель — А. А. Папанян, авторы проекта реставрации — Б. И. Троицкий и Л. М. Гуревская, автор проекта пристроя — А. Г. Красильников).
При выполнении работ и реализации проекта строителям пришлось столкнуться с массой трудностей порой казавшимися непреодолимыми, тем не менее, к началу 1999 года практически все строительные и реставрационные работы были завершены и обновлённый театр открывает свои двери иркутскому зрителю.
Первого апреля на фасаде театра появился баннер с символом вторжения на Украину, представители театрального сообщества дважды обращались в мэрию города с просьбой убрать баннер, поскольку из-за него здание театра драмы забрасывали тухлыми яйцами и зелёнкой.

## Репертуар
Первый сезон в новом здании Иркутского театра открылся 2 сентября 1897 г. спектаклем «Ревизор» Н. В. Гоголя.
В 1852 г. иркутяне смотрели «Горе от ума» А. С. Грибоедова, а в 1857 г. впервые в России была поставлена находившаяся под запретом комедия А. Н. Островского «Свои люди — сочтёмся!». Иркутскому театру принадлежит честь впервые в стране осуществить постановку пьесы А. Н. Островского «Красавец-мужчина».
В начале 20-го века в репертуаре театра утвердился А. М. Горький. Первым его пьесы поставил Константин Марджанов («Мещане», «На дне», «Фома Гордеев»).
В советское время театр широко ставил пьесы национальной драматургии: это были «Платон Кречет», «Фронт» и «Макар Дубрава» украинского классика Корнейчука, «Материнское поле» Айтматова, «В ночь лунного затмения» Карима и другие.
Театр был стартовой площадкой для иркутских драматургов Игнатия Дворецкого, Павла Маляревского, Беллы Левантовской, Марка Сергеева.
В середине двадцатого века над Иркутском зажглись две звезды — Александр Вампилов и Валентин Распутин. Все пьесы А. Вампилова были поставлены на сцене Иркутского драматического театра.
В первой постановке «Старший сын» (1969 г., режиссёр В. Симоновский) драматург работал с театром в традициях А. Н. Островского. Постоянное присутствие А. Вампилова на репетициях, некоторая корректировка текста позволяют назвать этот спектакль авторским.
В память о великом драматурге на базе театра каждые два года проводится «Всероссийский театральный фестиваль современной драматургии имени Александра Вампилова».
Спектакли «Деньги для Марии», «Живи и помни», «Прощание с Матёрой» по одноимённым повестям В. Г. Распутина также вошли в золотой фонд Академического драматического театра.

## Труппа
См. также: Персоналии:Иркутский драматический театр им. Н. П. Охлопкова
Народные артисты России:
- Олейник Тамара Викторовна Архивная копия от 10 марта 2016 на Wayback Machine.

Заслуженные артисты России:
- Гущин Геннадий Степанович (режиссёр) Архивная копия от 27 октября 2015 на Wayback Machine;
- Булдаков Александр Анатольевич Архивная копия от 27 октября 2015 на Wayback Machine
- Воронов Яков Михайлович Архивная копия от 27 октября 2015 на Wayback Machine;
- Догадин Степан Федорович Архивная копия от 27 октября 2015 на Wayback Machine;
- Дубаков Николай Васильевич Архивная копия от 27 октября 2015 на Wayback Machine;
- Мазуренко Елена Сергеевна Архивная копия от 27 октября 2015 на Wayback Machine;
- Орехов Владимир Сергеевич Архивная копия от 27 октября 2015 на Wayback Machine;
- Панасюк Тамара Ивановна Архивная копия от 8 марта 2016 на Wayback Machine
- Солонинкин Евгений Петрович Архивная копия от 4 февраля 2016 на Wayback Machine
- Чирва Игорь Иванович Архивная копия от 4 февраля 2016 на Wayback Machine †;

С полным составом труппы и коллектива театра можно ознакомиться на официальном сайте театра
.

## Награды
- Премия Правительства Российской Федерации имени Фёдора Волкова за вклад в развитие театрального искусства Российской Федерации (25 июля 2006 года)[10]
- В 2017 году обладателями высшей награды регионального уровня в исполнительской деятельности были названы актёры Николай Дубаков, Наталия Королёва и художник-постановщик Александр Плинт за создание спектакля «Прощание с Матёрой». Повесть Валентина Распутина поставил Геннадий Шапошников. Спустя два года признание заслужили режиссёр Станислав Мальцев, артисты Степан Догадин, Сергей Дубянский и художник по костюмам Оксана Готовская за спектакль «Царь Фёдор Иоаннович» по пьесе Алексея Толстого.
- В 2019 году лауреатами Премии Губернатора Иркутской области за достижения в области культуры и искусства стал творческий коллектив Иркутского академического драматического театра им. Н.П. Охлопкова за создание спектакля «Царь Фёдор Иоаннович». Премии удостоены: режиссёр-постановщик Станислав Мальцев, художник по костюмам Оксана Готовская и исполнители ролей Царя Фёдора и Бориса Годунова Сергей Дубянский и Степан Догадин.
- В 2020 году стипендию Правительства Российской Федерации молодым деятелям культуры и искусства получил артист Сергей Дубянский.
- В 2021 году стипендию Правительства Российской Федерации молодым деятелям культуры и искусства получила артистка Екатерина Константинова.
- В 2022 году стипендию Правительства Российской Федерации молодым деятелям культуры и искусства получила артистка Зоя Соловьёва.
- В 2023 году стипендию Правительства Российской Федерации для молодых деятелей культуры и искусства получил артист Николай Стрельченко. Четыре премии губернатора Иркутской области получили актёры: народная актриса РФ Наталия Королёва, заслуженный артист РФ Александр Булдаков, артист Валерий Жуков и начальник рекламно-издательского отдела Александра Москвитина. Заслуженный артист РФ Владимир Орехов награждён Почётной грамотой Губернатора Иркутской области и удостоен премии в области театрального искусства имени выдающего деятеля культуры и искусства Александра Вампилова.
- В 2023 году лауреатами Премии Губернатора Иркутской области за достижения в области культуры и искусства стал творческий коллектив Иркутского академического драматического театра им. Н.П. Охлопкова за создание спектакля «Дети». Премии удостоены артисты: Николай Стрельченко, Артём Довгополый, Сергей Кашуцкий, Екатерина Константинова, Артём Фальковский.
- В 2023 году народная артистка России Наталия Королёва стала Лауреатом Российской национальной премии «Золотая маска» – «За выдающийся вклад в развитие театрального искусства».

## Статьи и публикации
- Тирон Л. А. Пока жив театр… // Байкальские Вести : газета. — 2011. — 3 февраля.
- Наталья Флорова. Золотой век режиссуры // Байкальские Вести : газета. — 2010. — 7 декабря (№ 77, 78).
- Наталья Флорова. Возвращая забытые имена // Байкальские Вести : газета. — 2011. — 24 января.